# 서영춘
서영춘(徐永春, 1928년 8월 25일 ~ 1986년 11월 1일)은 대한민국의 희극인이었다.

## 생애
1928년 8월 25일 전라북도 임실군에서 태어났으며, 본관은 이천 서씨이다. 서영춘의 형제는 7남 4녀인데, 그는 다섯째이며 형은 작곡가 서영은이고, 동생은 코미디언 서영수와 서영환이다. 서영춘은 원래 극장 간판을 그리는 화공이었는데, 어느날 배우가 출연할 수 없게 되어 대신하여 공연을 한 것이 데뷔 무대가 되었다.
1950년대부터 극장 쇼에 출연하다가, 텔레비전 방송국이 개국하자 텔레비전 무대로 옮겨 활동했다. 이후 코미디로 인기를 끌었고, 술을 많이 마신 탓에 간암으로 고생하다가 1986년 11월 1일에 간암으로 인하여 향년 58세를 일기로 사망하였다. 2000년 1월에는 전라북도 임실군 예원예술대학교에 그를 기념하는 동상이 세워졌다.

## 출연작

### 라디오
- 《꽁생원 상경기》(라디오 서울)

### 텔레비전
- 《웃으면 복이와요》(MBC)
- 《고전유모어극장》(TBC)
- 《폭소대작전》(MBC)
- 《일요일밤의 대행진》(MBC)
- 《좋았군좋았어》(TBC)
- 《살찌기웃어예》(TBC)

### 영화
- 《출세해서 남주나》(1965년)
- 《여자가 더 좋아》(1965년)
- 《불붙는 대륙》(1965년)
- 《마지막 정열》(1965년)
- 《민며느리》(1965년)
- 《밤하늘의 부르스》(1966년)
- 《만져만 봅시다》(1966년)
- 《단벌 신사》(1968년)
- 《남자 미용사》(1968년)
- 《바람같은 사나이》(1968년)
- 《번지수가 틀렸네요》(1968년)
- 《신세 좀 지자구요》(1969년)
- 《투명인간》(1969년)
- 《오부자》(1969년)
- 《울기는 왜 울어》(1970년)
- 《꼬마 암행어사》(1971년)
- 《방자와 향단이》(1972년)
- 《부부교대》(1973년)
- 《마음약해서》(1980년)
- 《형님먼저 아우먼저》(1980년)
- 《오늘밤은 참으세요》(1981년)
- 《'82 바보들의 청춘》(1982년)
- 《여자가 더 좋아》(1983년)

### 광고
- 1960년대 한일약품 유비론
- 1960년대 한일약품 바이엘 아스피린
- 2002년 고려제약 하벤플러스 (서영춘의 생전 공연 장면에 서현선·서동균 남매가 등장하는 장면을 합성해서 제작함)

## 발음 속설
| “ | 인천 앞 바다에 사이다가 떴어도 고뿌 없이는 못 마십니다 산에 산에 산에 사는 산토끼야 깡충 깡충 뛰면서 어디 가느냐 학교 종이 땡땡 친다 어서 가보자 선생님이 문 앞에서 기다리신다 새 나라의 어린이들은 일찍 일어납니다 잠꾸러기 없는 나라 이 나라가 좋은 나라 너도나도 불조심 꺼진 불도 다시 보자 쿵자가 장장 쿵장장 | ” |
|   | — 개그맨 서영춘 |   |

## 미디어
- KBS 《오래된TV - 15화 붑빠라붑빠 붑빠빠 서영춘입니다》